# Mayu Watanabe
Mayu Watanabe (渡辺麻友, Watanabe Mayu, Saitama, 26 de março de 1994) é uma cantora, atriz e idol japonesa. Ficou conhecida por participar do grupo AKB48 além de ter tido sua própria carreira solo. Mayu é lembrada até hoje como uma das cantoras mais importantes da história do grupo e uma das cantoras J-pop mais conhecidas dos últimos tempos.

## Carreira
Mayu iniciou sua carreira fazendo testes para a girl band AKB48 onde acabou entrando para o time B em 2007 inicialmente como uma mera figurante, mas foi ganhando destaque ao longo dos anos se tornando com o tempo uma das cantoras mais importantes do grupo, tendo gravado cerca de cinquenta singles com ele ao longo de sua carreira. Em 2012 ela foi transferida ao Time A mas acabou voltando a seu time de origem alguns anos depois. Além disso, paralelamente Mayu seguiu carreira solo lançando cinco singles, acompanhados de clipes musicais e um álbum solo chamado Best Regards! em 2017. Mesmo ano que deixa a AKB48 depois de praticamente dez anos junto com o grupo. Após isso ela seguiu fazendo musicais no Japão e alguns comerciais. Um dos mais famosos foi quando ela virou a garota propaganda da Yakult, ganhando destaque na mídia e sendo apelidada na época de Lady Yakult. Nesse período houve muitos rumores de que ela poderia lançar um segundo álbum solo, fato que nunca ocorreu. Mayu Watanabe encerrou sua carreira artística precocemente em Junho de 2020 aos 26 anos, chocando seus fãs do mundo inteiro e declarando sofrer de problemas de saúde.

## Discografia

### Singles
1. Synchro Tokimeki (29/02/2012)
2. Otona Jelly Beans (25/07/2012)
3. Hikaru Monotachi (21/11/2012)
4. Rappa Renshuu-Chuu (10/07/2013)
5. Deai no Tsuzuki (10/06/2015)

### Álbum solo
Best Regards! (2017)